# Зеркало (перьевой покров)

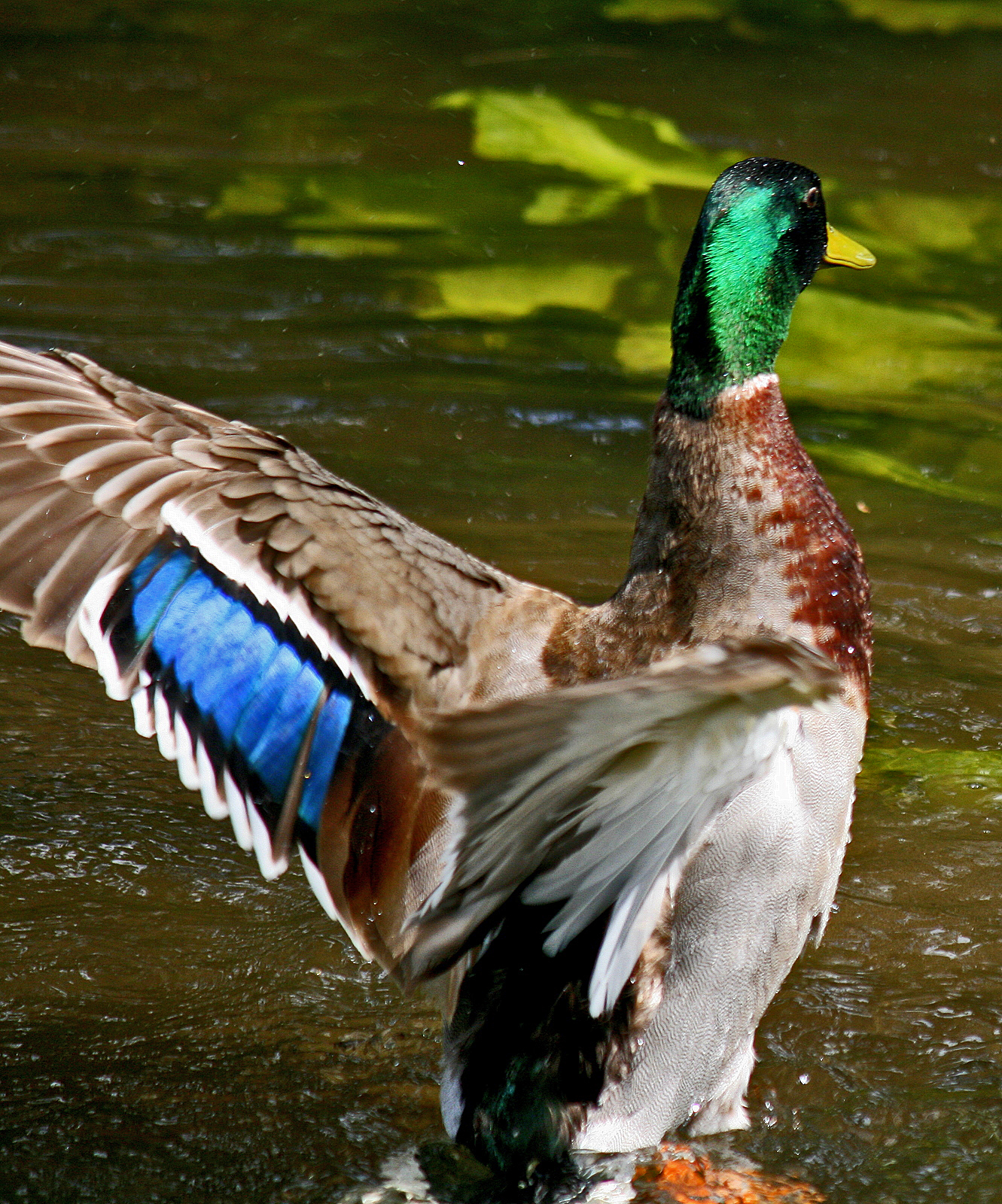
На раскрытом крыле самца кряквы хорошо заметно синее блестящее зеркало с чёрной и белой окантовкой

Зеркало или зеркальце (лат. speculum) — в орнитологии контрастное, часто блестящее поле вдоль заднего края крыла некоторых птиц, в первую очередь уток. Образуется отличной окраской опахал второстепенных маховых перьев. Может отличаться по ширине, иметь одноцветную либо двухцветную окантовку по заднему и переднему краю. Основная функция зеркала — распознавание птиц своего вида, особенно в условиях пёстрой окраски нескольких близких и схожих видов. Встречается у обоих полов, но у самцов оно, как правило, более яркое. Помимо уток, зеркало развито у некоторых вьюрков, попугаев-амазонов и других групп птиц.
Примеры зеркал у уток:
- Чирок-свистунок, зеленокрылый чирок — металлически-зелёное с бархатисто-чёрным, отделено от передней части крыла широкой бело-охристой полосой[4][5][6].
- Голубокрылый чирок — металлически-голубое[7].
- Хохлатая утка, бронзовокрылая утка — блестящее медного цвета с зелёным, окантовано белой каёмкой спереди и чёрной сзади[8].
- Серая кряква — металлически-зелёное, окантовано фиолетовой каёмкой спереди[9].
- Кряква — сине-фиолетовое с чёрными и белыми каёмками по заднему и переднему краю[10][5].
- Американская чёрная кряква — сине-фиолетовое c чёрной окантовкой[11].
- Шилохвость — бронзово-зелёное с фиолетовым отливом, окантовано охристой каёмкой спереди[5].
- Серая утка — серо-чёрно-белое с чёрной и каштановой полосами спереди[5].
- Желтоносая кряква — металлически-зелёное, окантовано спереди и сзади чёрными и белыми каёмками[12].
- Мандаринка — зелёное с белой каёмкой[13].